# A magyar jégkorong-válogatott mérkőzései 1948-ban
A nyugat-európai túrára utazó MTK játékosaira épülő  válogatott csapott össze az egy hónappal később olimpiai bronzérmet szerző svájci válogatottal.

## Eredmények
Barátságos mérkőzés
| 86. mérkőzés 1948. január 18. | Svájc           | 13 – 2 | Magyarország | Lausanne, |
| 86. mérkőzés 1948. január 18. | (8:1, 4:1, 1:0) |        |              | Lausanne, |